# Tetramorium turcomanicum
Tetramorium turcomanicum är en myrart som beskrevs av Santschi 1921. Tetramorium turcomanicum ingår i släktet Tetramorium och familjen myror. Inga underarter finns listade i Catalogue of Life.